# Joseph-Louis Duc
Joseph-Louis Duc (Parigi, 25 ottobre 1802 – Parigi, 22 gennaio 1879) è stato un architetto francese.

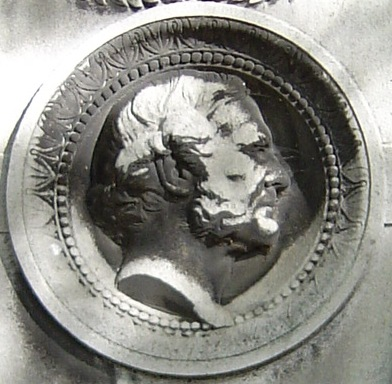
Medaglione dalla sua tomba al cimitero di Montmartre

Venne alla ribalta presto, con il suo lavoro molto ben accolto alla Colonna di Luglio a Parigi, e  trascorse gran parte del resto della sua carriera su un unico complesso di edifici, il Palazzo di Giustizia.

## Biografia
Studiò all'École nationale supérieure des beaux-arts di Parigi, dove fu allievo di Percier.  Vinse il Prix de Rome nel 1825 per un progetto di un municipio di Parigi. Durante il suo soggiorno di tre anni a Villa Medici a Roma, i suoi collaboratori furono Félix Duban, Henri Labrouste e Léon Vaudoyer.
Al suo ritorno da Roma la prima commissione significativa fu la decorazione per la Colonna di Luglio, realizzata dal 1831 al 1840. Nominato assistente di Jean-Antoine Alavoine, assunse l'intero progetto alla morte di Alavoine nel 1834. Il basamento della colonna è opera di Alavoine, mentre la colonna stessa è riconosciuta come opera esclusiva di Duc.

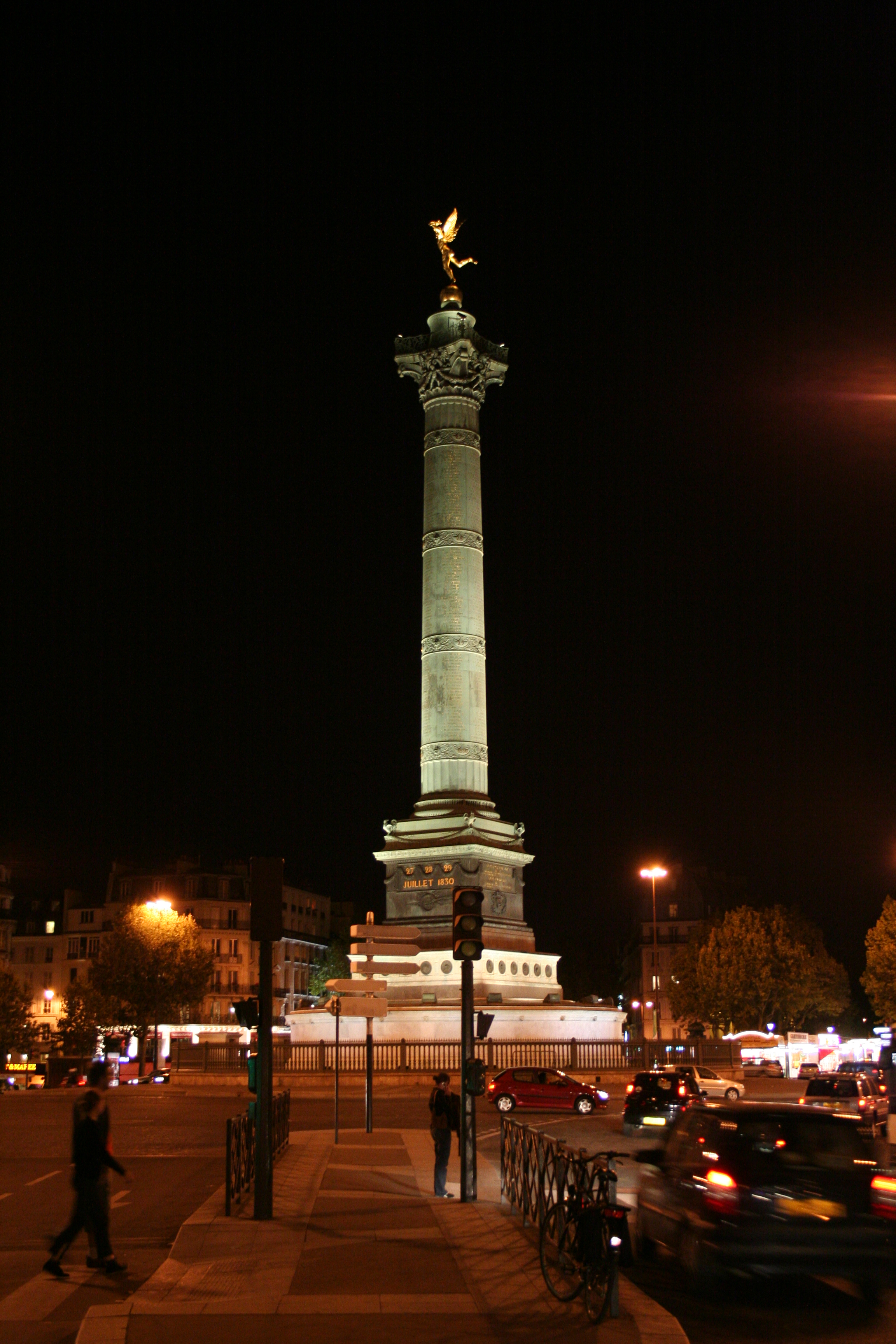
Colonna di Luglio, Parigi, dedicata nel 1840

Subito dopo la dedica della Colonna di Luglio a metà del 1840, Duc ricevette l'incarico di architetto per il Palazzo di Giustizia dal rispettato Antoine Vaudoyer, membro dell'Institut de France e padre dell'amico e socio di Duc, Léon Vaudoyer. Contemporaneamente fu nominato Cavaliere della Legion d'onore. Duc trascorse i suoi restanti trentanove anni rinnovando e ampliando il Palazzo di Giustizia, ad esempio progettando la Corte di Cassazione. Quasi ultimato all'epoca della Comune di Parigi, il complesso fu incendiato il 24 maggio 1871 e parzialmente distrutto.
Altre commissioni di Duc, sebbene rare, includono la cappella del 1862 del piccolo collegio Louis-le-Grand, ora Lycée Michelet, a Vanves.
Duc ricevette la Royal Gold Medal dal Royal Institute of British Architects nel 1867, fu elevato a Commendatore della Legion d'onore e fu eletto all'Académie des beaux-arts nel 1879. È sepolto al cimitero di Montmartre.